# Iwan Luby
Iwan Siemionowicz Luby (ros. Ива́н Семёнович Лю́бый, ur. 23 lutego 1904, zm. 1963) – funkcjonariusz radzieckich organów bezpieczeństwa, generał porucznik, szef Głównego Zarządu Budownictwa Wojskowego NKWD ZSRR (1939-1941), szef Zarządu Wojsk NKWD Ochrony Tyłów 3 Frontu Białoruskiego (1944-1945).

## Życiorys
Rosjanin, od 15 grudnia 1923 w Armii Czerwonej, od września 1924 do września 1926 elew Kijowskiej Szkoły Piechoty Armii Czerwonej, od czerwca 1925 w WKP(b). Od września 1926 w wojskach pogranicznych OGPU, początkowo w Odessie, później w Mohylowie Podolskim, od listopada 1933 do marca 1935 kursant Wyższej Pogranicznej Szkoły OGPU/NKWD, od 7 maja 1935 do 4 lipca 1937 instruktor wydziału operacyjnego Zarządu Ochrony Pogranicznej i Wewnętrznej NKWD Ukraińskiej SRR, od 3 kwietnia 1936 kapitan. Od 4 lipca do 3 października 1937 szef wydziału sztabu 24 Oddziału Pogranicznego NKWD w Mohylowie Podolskim, od 3 października 1937 do 8 marca 1939 studiował w Akademii Wojskowej im. Frunzego, 9 marca 1939 awansowany na kombriga, od 8 marca 1939 do 26 lutego 1941 szef Głównego Zarządu Budownictwa Wojskowego NKWD ZSRR, od 4 czerwca 1940 generał major. Od 26 lutego do czerwca 1941 szef Wydziału Budownictwa NKWD ZSRR, w czerwcu 1941 szef ochrony tyłów Specjalnej Grupy Wojsk do Obrony Moskwy, od czerwca do sierpnia 1941 zastępca szefa Zarządu Ochrony Tyłów Frontu Zachodniego, w sierpniu-wrześniu 1941 szef Zarządu Ochrony Tyłów Frontu Centralnego, od września 1941 do lutego 1942 zastępca szefa Głównego Zarządu i Wojsk NKWD do Ochrony Budów Kolejowych, w końcu 1941 szef sierpuchowskiego sektora obrony Moskwy, od lutego do lipca 1942 szef Zarządu Wojsk NKWD ZSRR do Ochrony Szczególnie Ważnych Obiektów Przemysłowych, od 8 lipca 1942 do 3 stycznia 1943 szef Wojsk Pogranicznych Okręgu Zachodniosyberyjskiego, od 3 stycznia 1943 do 28 kwietnia 1944 szef Zarządu Wojsk NKWD Ochrony Tyłów Frontu Zachodniego. Od 28 kwietnia 1944 do lipca 1945 szef Zarządu Wojsk NKWD Ochrony Tyłów 3 Frontu Białoruskiego, odpowiedzialny za aresztowania i wywózki w głąb ZSRR żołnierzy AK na Kresach Wschodnich. Od 17 listopada 1944 generał porucznik, od 16 lutego 1946 do 12 marca 1948 szef Specjalnego Korpusu Budownictwa Dróg NKWD/MWD ZSRR, od 12 marca 1948 do 14 kwietnia 1950 szef Głównego Zarządu Dróg Szosowych MWD ZSRR, od 12 kwietnia 1950 do 25 stycznia 1952 zastępca szefa Głównego Zarządu Jenisejstroja MWD ZSRR, szef Zarządu Wschodniosyberyjskiego i Poprawczego Obozu Pracy Jednisejstroja MWD ZSRR, od 25 stycznia 1952 do 1 kwietnia 1953 szef Zarządu Budownictwa nr 601 i Poprawczego Obozu Pracy MWD.

## Odznaczenia
- Order Czerwonego Sztandaru (dwukrotnie - 15 czerwca 1943 i 3 listopada 1944)
- Order Suworowa II klasy (19 kwietnia 1945)
- Order Wojny Ojczyźnianej I klasy (29 września 1943)
- Order Czerwonej Gwiazdy (27 kwietnia 1940)
- Odznaka "Zasłużony Funkcjonariusz NKWD" (28 kwietnia 1942)